# Gymnoscelis perangusta
Gymnoscelis perangusta là một loài bướm đêm trong họ Geometridae.